# Pierre Ludaescher
Pierre Ludaescher, né le 1er janvier 1925 à Mulhouse et mort le 31 décembre 1942 dans cette même ville, est un adolescent français de 15 ans et résistant alsacien pendant la Seconde Guerre mondiale. Il est interné camp de sûreté de Vorbruck-Schirmeck et meurt des suites de ses conditions de détention.

## Biographie
Pendant la Seconde Guerre mondiale, Pierre Ludaescher vit seul à Riedisheim avec sa mère, Yvonne. Son père, préposé aux douanes, est resté en Zone libre. À 15 ans, Pierre supporte mal la germanisation et la nazification de l'Alsace annexée de fait.
Il crée une organisation clandestine de résistance que les Allemands appellent les « Masques bleus ». Avec des amis de son âge, il arrache des drapeaux à croix gammée et des affiches de propagande nazies.
Le 28 novembre 1941, il est arrêté par la Gestapo. Il est incarcéré à la prison de Mulhouse avec certains de ses camarades dont René Laemle.
En apprenant l'arrestation de son fils, sa mère détruit les drapeaux et affiches arrachés qu'il cachait dans leur cave. Le 10 décembre 1941, elle est arrêtée par la Gestapo et conduite à la prison de Mulhouse.
Yvonne Ludeascher est interrogée par l'agent de Gestapo, Aloïs Paukner, auquel elle finit par avouer, pour ne pas aggraver le cas de son fils, la destruction du matériel caché chez elle.

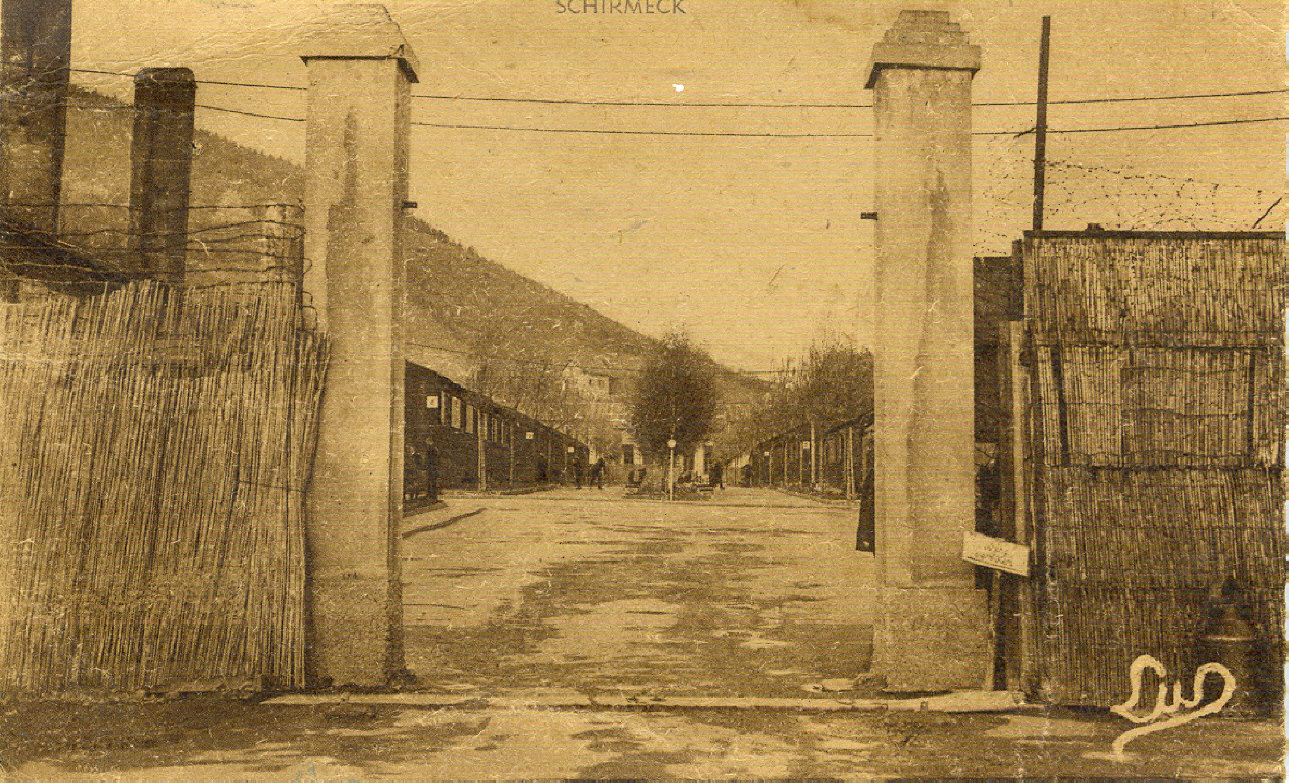
Camp de sûreté de Vorbruck-Schirmeck en 1943

Le 16 décembre 1941, Yvonne et Pierre Ludaescher sont incarcérés au camp de sûreté de Vorbruck-Schirmeck. Pierre est interné à l'isolement pendant près de sept semaines. puis affecté au sein du Kommando qui construit la salle des fêtes du camp. Les conditions climatiques, les mauvais traitements, le manque d'hygiène et de nourriture affectent rapidement sa santé.
Le 20 mai 1942, Yvonne Ludeascher est libérée. Le 28 juillet 1942, Pierre est renvoyé, pour raison de santé, dans son foyer. Son état est préoccupant, il est fiévreux et ses deux poumons sont atteints de pleurésie et il souffre de dysenterie. Dès sa libération il est admis à l'hôpital de Mulhouse où il décède le 31 décembre 1942 à l'âge de 17 ans.

## Distinctions
Il est reconnu « Déporté résistant ».
- Médaille de la Résistance française par décret du 6 novembre 1962[3].